# Istinti criminali
Istinti criminali (Gang Related) è un film del 1997 scritto e diretto da Jim Kouf.

## Trama
Frank Divinci e Jake Rodriguez sono due poliziotti corrotti che fingendosi spacciatori, prima incassano i soldi della droga venduta e poi uccidono il compratore riprendendosi la merce. Una sera però uccidono un compratore senza sapere che in verità era un agente federale sotto copertura. Il caso si ingigantisce e vengono coinvolti i federali, una presunta testimone e un innocente al quale, mentre quest'ultimo era ubriaco, avevano fatto mettere le impronte sull'arma incriminata e fatto firmare una confessione. I due cercheranno di uscire fuori dalla situazione.

## Colonna sonora
La colonna sonora è composta da un doppio disco che vede la presenza di artisti tra i quali Tupac Shakur, Ice Cube, Nate Dogg, Snoop Dogg, Kool & the Gang e Kurupt.